# متیو ریچاردسون
متیو ریچاردسون (انگلیسی: Matthew Richardson؛ زادهٔ ۱۷ آوریل ۱۹۹۹) دوچرخه‌سوار پیست اهل استرالیا است.
وی در مسابقات کشوری و بین‌المللی در مجموع برندهٔ ۳ مدال طلا، ۵ مدال نقره، ۲ مدال برنز شده است.